# 3. група хемијских елемената
| Група   | 3      |
| Периода |        |
| 4       | 22 Sc  |
| 5       | 40 Y   |
| 6       | 72 Lu  |
| 7       | 104 Lr |

3. група хемијских елемената је једна од 18 група у периодном систему елемената. У овој групи се налазе: скандијум, итријум, лутецијум (или лантан) и лоренцијум (или актинијум). Прва два елемента ове групе су позната, док се за друга два не зна да ли је реч о лутецијуму и лоренцијуму или о лантану и актинијуму. Ова група носи назив и IIIB група хемијских елемената.

### Открића елемената
Откриће елемената групе 3 нераскидиво је везано за откриће ретких земаља, са којима су универзално повезане у природи. Године 1787. шведски хемичар Карл Аксел Аренијус пронашао је тешку црну стену у близини шведског села Итерби, Шведска (део Стокхолмског архипелага). Мислећи да се ради о непознатом минералу који садржи новооткривени елемент волфрам, назвао га је итербит. Фински научник Јохан Гадолин идентификовао је нови оксид или „земљу” у Аренијусовом узорку 1789. године и објавио своју комплетну анализу 1794; године 1797, нови оксид је добио име итрија. Деценијама након што је француски научник Антоан Лавоазје развио прву модерну дефиницију хемијских елемената, веровало се да се земље могу свести на њихове елементе, што значи да је откриће нове земље било једнако открићу елемента у њему, који је у овом случај би био итријум. До почетка 1920-их, хемијски симбол „Yt” је кориштен за елемент, након чега је „Y” ушло у уобичајену употребу. Метал итријума, иако нечист, први пут је припремљен 1828. године када је Фридрих Велер загрејао анхидровани итријум(III) хлорид са калијумом да би формирао метални итријум и калијум хлорид. Заправо, Гадолинова итрија се показала као мешавина многих оксида метала, што је започело историју открића ретких земаља.
Године 1869, руски хемичар Дмитриј Мендељејев објавио је своју периодну табелу, која је имала празан простор за елемент изнад итријума. Мендељејев је дао неколико предвиђања о овом хипотетичком елементу, који је назвао ека-бор. До тада је Гадолинова итрија већ била неколико пута подељена; прво од стране шведског хемичара Карла Густафа Мосандера, који је 1843. године раздвојио још две земље које је назвао тербија и ербија (цепање имена Итерби баш као што је била раздвојена итрија); а затим 1878. када је швајцарски хемичар Жан Шарл Галисард де Марињак поделио тербиј и ербиј на више земаља. Међу њима је била итербија (компонента старе ербије), коју је шведски хемичар Ларс Фредрик Нилсон успешно раздвојио 1879. године како би открио још један нови елемент. Он га је назвао скандијум, од латинског Scandia што значи „Скандинавија”. Нилсон очигледно није био свестан Мендељејевог предвиђања, али Пер Теодор Клеве је препознао преписку и обавестио Мендељејева. Хемијски експерименти на скандијуму доказали су да су сугестије Мендељејева биле тачне; заједно са открићем и карактеризацијом галијума и германијума ово је доказало исправност читавог периодног система и периодичног закона. Метални скандијум је први пут произведен 1937. године електролизом еутектичке смеше, на 700–8000 °, калијума, литијума и скандијум хлорида. Скандијум постоји у истим рудама из којих је откривен итријум, али је много ређи и вероватно је из тог разлога избегао откриће.
Преостала компонента Марињакове етербије такође се показала као композит. Године 1907. француски научник Жорж Урбејн, аустријски минералог барон Карл Ауер фон Велсбач и амерички хемичар Чарлс Џејмс, сви су независно открили нови елемент унутар итербије. Велсбач је за свој нови елемент (по Касиопеји) предложио назив касиопејум, док је Урбејн изабрао име лутецијум (од латинског Lutetia, за Париз). Спор око приоритета открића документован је у два чланка у којима се Урбејн и вон Велсбач међусобно оптужују за објављивање резултата на које је утицало објављено истраживање другог. Године 1909. Комисија за атомску масу, која је била одговорна за приписивање имена новим елементима, дала је предност Урбејну и усвојила његова имена као службена. Очигледан проблем са овом одлуком био је то што је Урбејн био један од четири члана комисије. Године 1949, правопис елемента 71 је промењен у лутецијум. Каснији радови повезани са Урбејновим покушајима да додатно расцепи свој лутецијум су открили да је у њему било само трагова новог елемента 71, и да је само Велсечов касиопејум био чисти елемент 71. Због тога су многи немачки научници наставили да користе назив касиопејум за елемент до 1950-их. Иронично, Чарлс Џејмс, који се скромно није учествовао у спору о приоритету, радио је на много већем обиму од осталих и несумњиво је поседовао највећу залиху лутецијума у то време. Лутецијум је био последњи од стабилних ретких земаља који је откривен. Више од једног века истраживања поделило је оригинални итријум Гадолина на итријум, скандијум, лутецијум и седам других нових елемената.
Лоренцијум је једини елемент групе који се не јавља природно. Први пут су га синтетизовали Алберт Гиорсо и његов тим 14. фебруара 1961. године у Лоренсовој радијационој лабораторији (која се данас зове Национална лабораторија Лоренс Беркели) на Калифорнијском универзитету у Берклију у Калифорнији, Сједињене Америчке Државе. Први атоми лоренцијума настали су бомбардовањем три милиграма мете која се састоји од три изотопа елемента калифорнијума са језгрима бора-10 и бора-11 из тешкојонског линеарног акцелератора (HILAC). Нуклид 257103 је првобитно био пријављен, али је онда то прераспоређено у 258103. Тим са Калифорнијског универзитета предложио је назив лоренцијум (по Ернесту О. Лоренсу, проналазачу акцелератора честица, циклотрона) и симбол „Lw”, за нови елемент, али „Lw” није усвојен, већ је уместо тога званично прихваћен „Lr”. Истраживачи нуклеарне физике у Дубни, Совјетски Савез (сада Русија), известили су 1967. године да нису успели да потврде податке америчких научника о 257103. Две године раније, тим из Дубне пријавио је 256103. Године 1992. IUPAC-ова Rадна група за транс-фермијум званично је признала елемент 103, потврдила да је именован лоренцијум, са симболом „Lr”, и именовала тимове за нуклеарну физику у Дубни и Беркелију као сaоткриваче лоренцијума.